# Nowtarkī-ye Ţahmāsebī
Nowtarkī-ye Ţahmāsebī (persiska: Nowtargī-ye Ţahmāsebī, نوترکی طهماسبی) är en ort i Iran.   Den ligger i provinsen Khuzestan, i den centrala delen av landet, 500 km söder om huvudstaden Teheran. Nowtarkī-ye Ţahmāsebī ligger 779 meter över havet och antalet invånare är 220.
Terrängen runt Nowtarkī-ye Ţahmāsebī är kuperad åt sydväst, men åt nordost är den platt.Runt Nowtarkī-ye Ţahmāsebī är det ganska tätbefolkat, med 60 invånare per kvadratkilometer. Närmaste större samhälle är Khong Ezhdehā, 14,3 km nordost om Nowtarkī-ye Ţahmāsebī. Omgivningarna runt Nowtarkī-ye Ţahmāsebī är i huvudsak ett öppet busklandskap.